# 原田久
原田 久（はらだ ひさし、1966年9月4日 - ）は、日本の行政学者。立教大学法学部教授、日本行政学会理事長、内閣府再就職等監視委員会委員。元立教大学副総長。専攻は行政学。福岡県赤池村生まれ。

## 略歴
- 1990年3月 熊本大学法学部卒業
- 1992年3月 九州大学大学院法学研究科修士課程修了
- 1995年3月 九州大学大学院法学研究科博士課程修了、博士(法学)[1]
- 1995年4月 熊本県立大学総合管理学部助手
- 1996年4月 熊本県立大学総合管理学部講師
- 2001年4月 熊本県立大学総合管理学部助教授
- 2005年4月 立教大学法学部政治学科助教授
- 2007年4月 立教大学法学部政治学科准教授
- 2008年4月 立教大学法学部政治学科教授
- 2010年5月 日本行政学会理事
- 2012年4月 立教大学副総長
- 2015年4月 総務省独立行政法人評価制度委員会委員・評価部会長
- 2017年7月 文部科学省再就職コンプライアンスチームメンバー
- 2021年3月 内閣府再就職等監視委員会委員[2]
- 2022年3月 消防庁定年引上げに伴う消防本部の課題に関する研究会座長
- 2022年5月 日本行政学会理事長
- 2022年10月 総務省政策形成と評価におけるAI利活用に関する調査研究会委員

## 著書
- 『行政学』（法律文化社、2016年）。
- 『広範囲応答型の官僚制』（信山社、2011年）。
- 『NPM時代の組織と人事』（信山社、2005年）。
- 『社会制御の行政学』（信山社、2000年）。